# Ліцінія Євдоксія

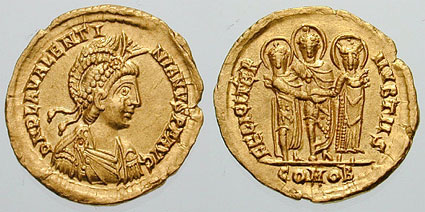
Солід з зображенням весілля Валентиніана ІІІ та Євдоксії

Ліци́нія Євдо́ксія (лат. Licinia Eudoxia,  422 —  462) — дочка імператора Східньої Римської імперії Феодосія II й Євдокії.
У 437 стала дружиною імператора Західної Римської імперії Валентиніана III, та народила з ним двох дочок Плацидію й Євдокію. Після смерті Валентиніана була примушена до шлюбу з його наступником на троні — Петронієм Максимом. Після його смерті у 455 році вандали Гейзеріха нападають на Рим та забирають її у Африку. У 455—462 перебувала в полоні у вандалів в Африці, потім була відпущена в Константинополь.
Надала кошти на будівництво церкви Сан П'єтро ін Вінколі в Римі.